# Farschweiler
Farschweiler település Németországban, Rajna-vidék-Pfalz tartományban. Lakosainak száma 836 fő (2023. december 31.). Farschweiler Beuren községgel határos.

## Népesség
A település népességének változása:
| Lakosok száma | 686  | 793  | 802  | 823  | 836  | 836  |
|               | 1975 | 2017 | 2019 | 2021 | 2022 | 2023 |